# Regno di Bretagna

Invasioni vichinghe in Bretagna nel IX e X secolo. L'ubicazione dei presunti o attestati accampamenti vichinghi non è convalidata da alcun documento affidabile, né da alcuna prova archeologica della loro presenza sul sito, tranne forse a Péran e più certamente a Landévennec.

Il Regno di Bretagna ( in bretone Rouantelezh Breizh ) fu uno stato vassallo di breve durata del Regno franco, emerso durante le invasioni norrene. La sua storia inizia nell'851 con la rivendicazione del titolo di sovrano da parte di Erispoe . Nell'856 Erispoe fu assassinato e gli successe il cugino Salomone.
Il regno cadde in un periodo di tumulti causato dalle invasioni norrene e da una disputa sulla successione tra gli assassini di Salomone: Gurvand e Pascweten . Il fratello di Pascweten, Alano I, detto il Grande, fu il terzo e ultimo ad essere riconosciuto come re di Bretagna. Dopo la sua morte, la Bretagna cadde sotto l'occupazione norvegese.
Quando Alano II di Bretagna, nipote di Alano il Grande, riconquistò la Bretagna nel 939, la Bretagna divenne un ducato sovrano fino alla sua unione con la Francia nel 1532.

## Storia

### Contesto
Nel 383, Magno Massimo fu proclamato imperatore dai suoi soldati in Britannia. Invase prontamente la Gallia e depose l'imperatore Graziano . Durante l'invasione, ordinò ad alcuni dei suoi soldati di occupare la parte occidentale della penisola armoricana e di espellere i soldati fedeli a Graziano. La casata di Ingelger conferma questo evento nella sua storia delle origini.
Verso la fine dell'Antichità, altri Britanni celtici, in fuga dall'insediamento anglosassone della Britannia (V-VII secolo), si stabilirono nella stessa regione. Ad un certo punto venne ribattezzata Bretagna ("piccola Bretagna").
Grazie a questi insediamenti, la cultura celtica riprese vigore nell'Armorica gallo-romana e in questa regione nacquero piccoli regni indipendenti, vale a dire Cornovaglia, Dumnonia e Broërec .

### Emissario imperiale
Dall'801 all'837, il vicino impero franco tentò più volte, senza successo, di sottomettere le tribù bretoni. Per far entrare la Bretagna nella sfera d'influenza dell'Impero, Ludovico il Pio nominò a capo della regione Nominoe, un nobile britanno. Insignito del titolo di missus imperatoris ("emissario imperiale") dall'imperatore, era responsabile dell'amministrazione della regione per conto di quest'ultimo.
Insieme di piccoli principati fino alla fine dell'VIII secolo, la Bretagna fu invasa per la prima volta dall'esercito franco durante il regno di Pipino il Breve nel 753. Questi ultimi ripresero la città di Vannes ai Bretoni. Altre sette spedizioni furono lanciate dall'801 all'825 in Bretagna, con più o meno successo.

### Regno di Bretagna

#### Battaglia di Ballon
Dopo la morte di Ludovico il Pio e approfittando delle invasioni normanne che destabilizzavano l'impero franco, Nominoe sconfisse le truppe franche nella battaglia di Ballon (845). Il trattato di pace che seguì permise a Nominoe di aumentare la sua autonomia da Carlo il Calvo, figlio di Ludovico il Pio. Nell'850 i Bretoni occuparono brevemente la marca bretone franca, ma dopo la prematura morte di Nominoe si ritirarono nelle loro terre storiche.

#### Battaglia di Jengland e il primo re bretone
In cerca di vendetta, Carlo il Calvo invase la Bretagna con un esercito proveniente sia dalla parte occidentale che da quella orientale dell'impero franco. Erispoe, figlio e successore di Nominoe, intercettò Carlo nella battaglia di Jengland (851). Con il trattato di Angers firmato nello stesso anno, il Pays de Retz entrò a far parte del regno di Erispoe. Quando i Bretoni sconfissero definitivamente i Franchi, la Bretagna divenne di fatto indipendente dall'impero franco, e Erispoe divenne il primo re della Bretagna. Nell'856 il Regno di Bretagna e l'Impero franco si allearono per contrastare le invasioni normanne. Ma Erispoe fu assassinato lo stesso anno dal cugino Salomone, che salì al trono di Bretagna e si alleò con i Normanni per conquistare la città franca di Le Mans.

#### Il secondo re bretone
Carlo il Calvo acquistò la pace con i Bretoni cedendo le province del Cotentin (863) e del Maine (867). Nell'874 Salomone fu assassinato in una cospirazione che coinvolse Pascweten e Gurvand, ma tra questi ultimi due scoppiò una guerra civile. Entrambi i pretendenti morirono nell'876, ma la guerra continuò tra i rispettivi successori Alano (fratello di Pascweten) e Judicael (figlio di Gurvand).

#### Il terzo re bretone
In una tregua temporanea, Alan e Judicael si allearono per contrastare gli attacchi dei Normanni. In uno di questi attacchi, avvenuto a Questembert nell'888, Judicael morì e Alan divenne re di Bretagna con il nome di Alano I.

#### Fine del Regno
Alano I morì nel 907 e, dopo una successione controversa, gli succedette Gourmaëlon, che non rivendicò il titolo di re. Si sa poco del suo regno perché le incursioni norrene aumentarono drasticamente, destabilizzando ulteriormente la regione. Fu probabilmente durante uno di questi attacchi che Gourmaëlon morì nel 913.

#### L'occupazione norrena
A partire dal 919 la Bretagna fu completamente occupata dai Normanni, i monasteri e le città furono saccheggiati e molti Bretoni fuggirono nei paesi vicini.

#### La riconquista bretone
Nel 935, Alan Twistedbeard (nipote di Alano I), che era fuggito in Inghilterra dopo una fallita insurrezione contro i norvegesi avvenuta qualche anno prima, sbarcò nuovamente sulle coste della Bretagna per riconquistare i suoi domini. Nel 937 aveva riconquistato gran parte della Bretagna e i norvegesi si ritirarono nella loro roccaforte di Trans-la-Forêt . Nel 939, un esercito congiunto di soldati franchi e bretoni attaccò la fortezza e sconfisse la minaccia norrena in Bretagna.

#### Fedeltà ai Franchi
Con il suo dominio rovinato da decenni di occupazione e guerra, Alan Twistedbeard non fu in grado di ripristinare la regalità della Bretagna e pagò tributo come duca di Bretagna al re Luigi IV di Francia nel 942.

## Piccoli re e re regionali
- Giudicaele ( ca. 590 ) - Alto re bretone, re di Domnonée ; unì i regni bretoni di Domnonée e Broërec ; riconobbe Dagoberto I ed Eligio

- Morman (regnò dall'814 all'818) - primo sovrano nominato re di Bretagna dai nobili bretoni alla morte di Carlo Magno nell'814, del quale aveva servito come vassallo

- Periodo del dominio franco sotto Ludovico il Pio (819–822) - Morman si ribellò al dominio franco ma fu sconfitto da Ludovico il Pio . Durante questo periodo la Bretagna fu minacciata anche dalla Marca bretone.

- Wihomarc (regnò dall'822 all'825) - guidò una ribellione di successo contro il dominio franco per ristabilire il dominio bretone; ucciso da Lamberto I, conte di Nantes della marca bretone

- Nominoe (o Nevenoe ) (regnò dall'841 all'851), conte di Vannes, primo duca di Bretagna
  - per tradizione, Padre della Patria;
  - un missus dominicus dell'imperatore Ludovico il Pio;

- Erispoe (regnò dall'851 all'857), conte di Vannes, figlio di Nominoe; governò come duca, poi come re
  - assassinato sull'altare di una chiesa, all'epoca luogo di asilo, da Salomon, suo cugino
  - sua figlia sposò Gurvand

- Salomone (o Salaun ) (regnò dall'857 all'874), conte di Rennes e conte di Nantes
  - guidò una rivolta contro Erispoe;
  - governò come duca, poi come re in base alla corona e alle vesti viola conferitegli dall'imperatore; l'ultimo sovrano della Bretagna unificata fino ad Alan I;
  - tentò di far sì che il Papa concedesse il pallio al vescovado di Dol nel tentativo di ottenere la sua indipendenza dal metropolita di Tours;
  - assassinato in una rivolta guidata in parte da Pascweten, conte di Vannes, suo genero e Gurvand, genero di Erispoe;
  - canonizzato santo ed elevato al rango di martire
- Periodo di governo diviso durante una guerra civile e la prima invasione vichinga (874-888)
  - Bretagna meridionale
    - Pascweten (o Paskweten ) (regnò dall'874 all'877), conte di Vannes, governò la Bretagna meridionale contemporaneamente a Gurvand;
    - Alan il Grande (regnò dall'877 all'888) - successe al fratello Pascweten; governò la Bretagna meridionale contemporaneamente a Judicael; vedi Alan I

  - Bretagna settentrionale
    - Gurvand (regnò dall'874 all'877), governò la Bretagna settentrionale contemporaneamente a Pascweten;
    - Judicael (regnò dall'877 all'888), successe a Gurvand, governò la Bretagna settentrionale contemporaneamente ad Alan il Grande; vedi Alan I
- Alan I, o Alan il Grande,
  - (regnò dall'877 all'888) successe a Pascweten e regnò dall'877 all'888 con Judicael, quindi,
  - (regnò dall'888 al 907) governò da solo come duca dopo la morte di Giudicaele,
  - concesso il titolo di re o ' rex Brittaniæ' dall'imperatore Carlo il Grosso;
  - l'ultimo re di Bretagna
- La seconda invasione e occupazione vichinga (907–937)
  - Il figlio di Alano I, Mathuedoi, conte di Poher, e suo figlio (che sarebbe diventato Alano II) fuggirono dalla Bretagna e vissero in esilio con il re d'Inghilterra. Mathuedoi era un re in esilio ma mai incoronato.